# Gestreepte kniptor
De gestreepte kniptor (Agriotes lineatus), soms ook gestreepte akkerkniptor genoemd, is een kever die tot de familie van de kniptorren en de onderfamiliemilie Agriotinae behoort. De geelachtige tot bruine kever heeft op de dekschilden afwisselend lichte en donkerbruine lengtestrepen. De kever wordt 7,5–10,5 mm lang. De larve, de ritnaald, is in cultuurgrond een overal voorkomend schadelijk insect, vooral bij graanplanten, tabak en suikerbieten.
De kever komt van nature voor van Midden-Azië tot Noord-Afrika en is van daaruit ook naar overzeese gebieden versleept.

## Beschrijving kniptor
De kanten van het halsschild staan zoals bij alle soorten van het geslacht Agriotes zijdelings naar onderen. De fijne rand van de halsschildkanten kan in het midden verdwijnen, maar in de buurt van de kop en bij de achterste hoek van de halsschilden is de rand goed te zien. In tegenstelling tot andere geslachten van de onderfamilie loopt de rand licht geslingerd naar ondervoor (foto 1 en foto 2) en is in de buurt van de kop van bovenaf niet meer zichtbaar. Op de onderzijde van het lichaam is het halsschild met het voorstuk van de borst vergroeid, alleen van voren is de vergroeiingsnaad (prosternaalnaad, foto 6) iets verdiept voor de voelsprieten. Het voorstuk van de borst heeft van voren een zwak afgeronde tand en is licht naar onderen gebogen. (foto 1). Achteraan loopt ze in een smal stuk uit (foto 4, foto 6), die in een duidelijke groef in het midden van het borststuk valt. De randen bestaan uit vele kleine tandjes en karteltjes die net niet met het blote oog te zien zijn. Het raakvlak kan op spanning gebracht worden door spieren, bij genoeg spanning knikt het lijf en wordt het omhoog geworpen. Hierdoor kan een op de rug liggende kever zich weer op zijn poten terecht laten komen. De poten zijn zwak, de achterheupen smal. De tarsen zijn allemaal vijfdelig, hun lengte neemt naar buiten toe geleidelijk af. De klauwtjes zijn niet gezaagd.
De achterheup, die naar achteren aan het achterste borstsegment aansluit, is voor het gedeeltelijk inleggen van de dij, uitgehold. Het gedeelte dat met het achterste borstsegment op gelijke hoogte ligt noemt men de dijbedekking. De vorm van de dijbedekking is een belangrijk determinatiekenmerk. Ze versmallen bij de gestreepte kniptor niet geleidelijk van binnen naar buiten, maar zijn bij het binnenste derdedeel nagenoeg even breed en vormen aan het begin van de versmalling een afgeronde, stompe hoek. Aan de binnenrand hebben ze een naar achteren wijzende stompe tand (foto 7). Bij het begin van de voelsprieten voor de ogen ontspringt de koplijst. Deze randvormige bolling loopt bij de gestreepte kniptor in een lichte boog naar voren toe uit (foto 5). De kop valt afgerond naar onderen, de monddelen steken in rust iets naar achteren.
Het halsschild is over de achterhoek het breedste en daar breder dan lang. De achterhoek is gewelfd en gekield, de kiel is van boven naast de rand van de halsschildzijde duidelijk te zien. De dichte en korte halsschildbeharing staat, op de schijf naar achteren in de buurt van de basis, toenemend schuin naar binnen. De bijna draadvormige voelsprieten hebben elf geledingen. Vanaf het tweede tot het laatste lid is geen enkele duidelijk langer of korter dan de anderen. Op de dekschilden zitten rijen puntjes in afwisselend smallere en bredere strepen. De tussenruimten zijn breder, gewelfder en dichter behaard dan de rest. Deze beharing is geelachtig bruin, kort en naar achteren gericht. Daardoor zijn de dekschilden afwisselend lichter en donkerder gestreept (foto 3).

## Beschrijving larve
De larve (foto 8) is draadvormig en rond, heeft drie paar poten en een uit chitine bestaand goed ontwikkeld uitwendig skelet. Ze is geeloranje en het laatste segment is conisch toepespitst (ritnaald).

## Levenswijze
De vrouwtjes verschijnen in maart en zetten hun eieren van mei tot juli apart of in kleine groepjes af. De volwassen kevers gaan daarna in september dood. De larven komen na 3 tot 4 weken uit de eitjes. Ze leven vier tot vijf jaar in de grond en zijn dan ongeveer 3 cm lang, waarna ze in juli verpoppen. De larven vreten aan de wortels van planten en de kevers gras of bladeren van vlinderbloemigen.

## Predatoren
De larven worden gegeten door roofkevers, zoals de gouden loopkever (Carabus auratus), spitsmuizen, mollen en vogels.
| Lengtedoorsnede door het voorste segment van het borststuk (Prothorax) (naar Reitter) |                             |
| |                             |
| Foto 1: Agriotes lineatus | Foto 2: Dalopius marginatus |
| geel: Halsschild; rood: Voorste borststuk groen: Rand van de halsschildkant A: Voorste rand van het voorste borststuk B: Tand aan achtereinde van het voorste borststuk C: Achterhoek van het halsschild D: Voorste rand van het halsschild |                             |

|                                  |
| Foto 3: Zijaanzicht              |
|                                  |
| Foto 4: Onderkant                |
|                                  |
| Foto 5: Koplijsten, rechts groen |

|                                       |
| Foto 6: Prosternaalnaad, rechts groen |
|                                       |
| Foto 7: Dijbedekking, rechts groen    |
|                                       |
| Foto 8: Larve (ritnaald)              |